# Dendrocnide cordata
Dendrocnide cordata là loài thực vật có hoa trong họ Tầm ma. Loài này được (Warb. ex H.Winkl.) Chew mô tả khoa học đầu tiên năm 1965.